# Bernal (Argentina)

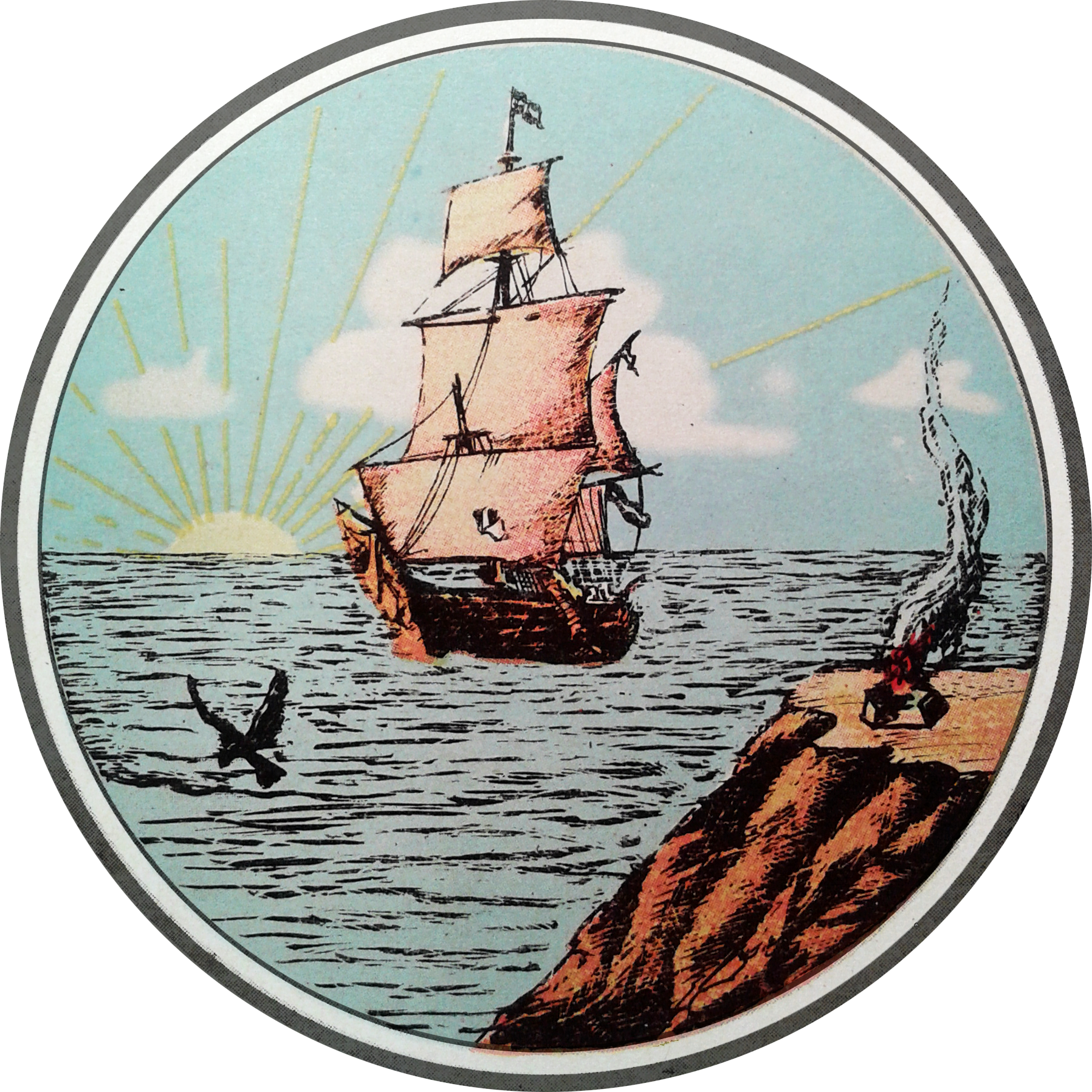
Escudo

Bernal é uma cidade e estação ferroviária no nordeste do partido de Quilmes (sul da Grande Buenos Aires), contra o rio de la Plata. Limita  com o partido de Avellaneda (ao Norte) e com a localidade de  Don Bosco.